# 切奇莉娅·萨尔瓦伊
切奇莉娅·萨尔瓦伊（義大利語：Cecilia Salvai；1993年12月2日—），意大利女子足球运动员，司职中后卫，目前效力于尤文图斯足球俱乐部和意大利国家女子足球队。她曾代表意大利参加2023年国际足联女子世界杯。